# Форе л'Абе
Форе л'Абе (фр. Forest-l'Abbaye) насеље је и општина у североисточној Француској у региону Пикардија, у департману Сома која припада префектури Абевил.
По подацима из 2011. године у општини је живело 314 становника, а густина насељености је износила 95,15 становника/km². Општина се простире на површини од 3,3 km². Налази се на средњој надморској висини од 40 метара (максималној 63 m, а минималној 29 m).

## Демографија
| 1962. | 1968. | 1975. | 1982. | 1990. | 1999. | 2011. |
| ----- | ----- | ----- | ----- | ----- | ----- | ----- |
| 340   | 356   | 322   | 290   | 307   | 306   | 314   |

График промене броја становника у току последњих година